# Jyri Kjäll
Jyri Kjäll (n. 13 ianuarie 1969, Seinäjoki, Vaasa Province⁠(d), Finlanda) este un boxer ce a reprezentat Finlanda, medaliat olimpic. A participat la o ediție a Jocurilor Olimpice (1992) în care a câștigat o medalie de bronz.

## Participări
Lista de mai jos prezintă principalele competiții la care a participat Jyri Kjäll de-a lungul carierei.
- Box la Jocurile Olimpice de vară din 1992